# Hybomitra jersey
Hybomitra jersey är en tvåvingeart som först beskrevs av Takahasi 1950.  Hybomitra jersey ingår i släktet Hybomitra och familjen bromsar. Inga underarter finns listade i Catalogue of Life.